# علی عبدالرضا
علی عبدالرضا (انگلیسی: Ali Abdulreda Asel؛ زادهٔ ۲۸ سپتامبر ۱۹۷۶) بازیکن فوتبال اهل کویت بود.
وی همچنین در تیم ملی فوتبال کویت بازی کرده‌است.